# Eilema phaeocraspis
Eilema phaeocraspis là một loài bướm đêm thuộc phân họ Arctiinae, họ Erebidae.